# Мидель, Райнер
Райнер Мидель (нем. Rainer Miedel, в США нем. Miedél, первоначально Мидль, нем. Miedl; 1 июня 1937, Регенсбург — 25 марта 1983, Сиэтл) — немецкий дирижёр.
Сын юриста. Учился в Берлине и Детмольде как виолончелист, занимался в мастер-классе Франко Феррары в Сиене и у Андре Наварра в Париже. Затем изучал дирижирование в Зальцбурге у Иштвана Кертеса и Карла Меллеса.
В 1964 г. поступил виолончелистом в Стокгольмский филармонический оркестр, в 1968 г. концертмейстер виолончелей. В 1967 г. выиграл конкурс молодых дирижёров Шведского радио, что дало ему возможность дебютировать за пультом своего оркестра. В 1968—1975 гг. возглавлял Симфонический оркестр Евле; записал с оркестром скрипичный концерт Бу Линде (солист Карл-Уве Маннберг) и сюиту Дмитрия Кабалевского «Комедианты». Одновременно был ассистентом Серджиу Комиссионы в Балтиморском симфоническом оркестре. В 1975 г. окончательно перебрался в США как главный дирижёр Сиэтлского симфонического оркестра, пригласив с собой Маннберга как концертмейстера; сделал ставку на симфонии Густава Малера в репертуаре оркестра, в 1980 г. руководил его первыми европейскими гастролями (ФРГ, Австрия и Швейцария, вместе с солистом Нельсоном Фрейре).
Был женат на виолончелистке Корделии Викарски; отец двух сыновей. Умер от рака.